# Лютеранский переулок
Лютеранский переулок — улица Одессы,  в историческом центре города, от улицы Новосельского до Старопортофранковской.

## История
Название получил по лютеранской кирхе, которая находится в самом начале переулка. В 1927 году переулок был переименован в честь деятеля международного коммунистического движения Клары Цеткин (1857—1933), а в 1995 году ему вернули прежнее название — Лютеранский.

## В литературе
Название переулка встречается в повести А. И. Куприна «Гранатовый браслет», события которой происходят в Одессе.